# Disney Magic
Le Disney Magic est un navire de croisière de la Disney Cruise Line, opérateur de croisière de la Walt Disney Company.
C'est le premier bâtiment construit dans le chantier naval de Fincantieri de Marghera (Italie) pour Disney. Il est immatriculé aux Bahamas. C'est un bateau de type « paquebot ». Sa silhouette rappelle celle des transatlantiques. Disney l'utilise pour des croisières principalement entre Port Canaveral et les îles des Caraïbes dont Castaway Cay (l'île privée de Disney), Nassau et Saint-Martin et depuis 2005, il effectue des croisières exceptionnelles durant la saison estivale, testant de nouveaux itinéraires : côte pacifique du Mexique, Alaska, Méditerranée, Mer du Nord et Baltique
Le 26 avril 2013, Disney Cruise Line annonce une rénovation complète du bateau dont l'ajout d'un toboggan suspendu. Le bateau est en travaux du 10 septembre au 7 octobre 2013 à Cadix en Espagne.

## Les croisières
Ce navire est spécialisé pour Disney dans les croisières de 7 jours dans les Caraïbes et les croisières exceptionnelles : voir itinéraires de Disney Cruise Line.
En 2005 le Disney Magic a proposé une série de croisières dans le Pacifique entre Los Angeles (port de Long Beach) et les côtes mexicaines de la péninsule de Californie, pour le 50e anniversaire de Disneyland.

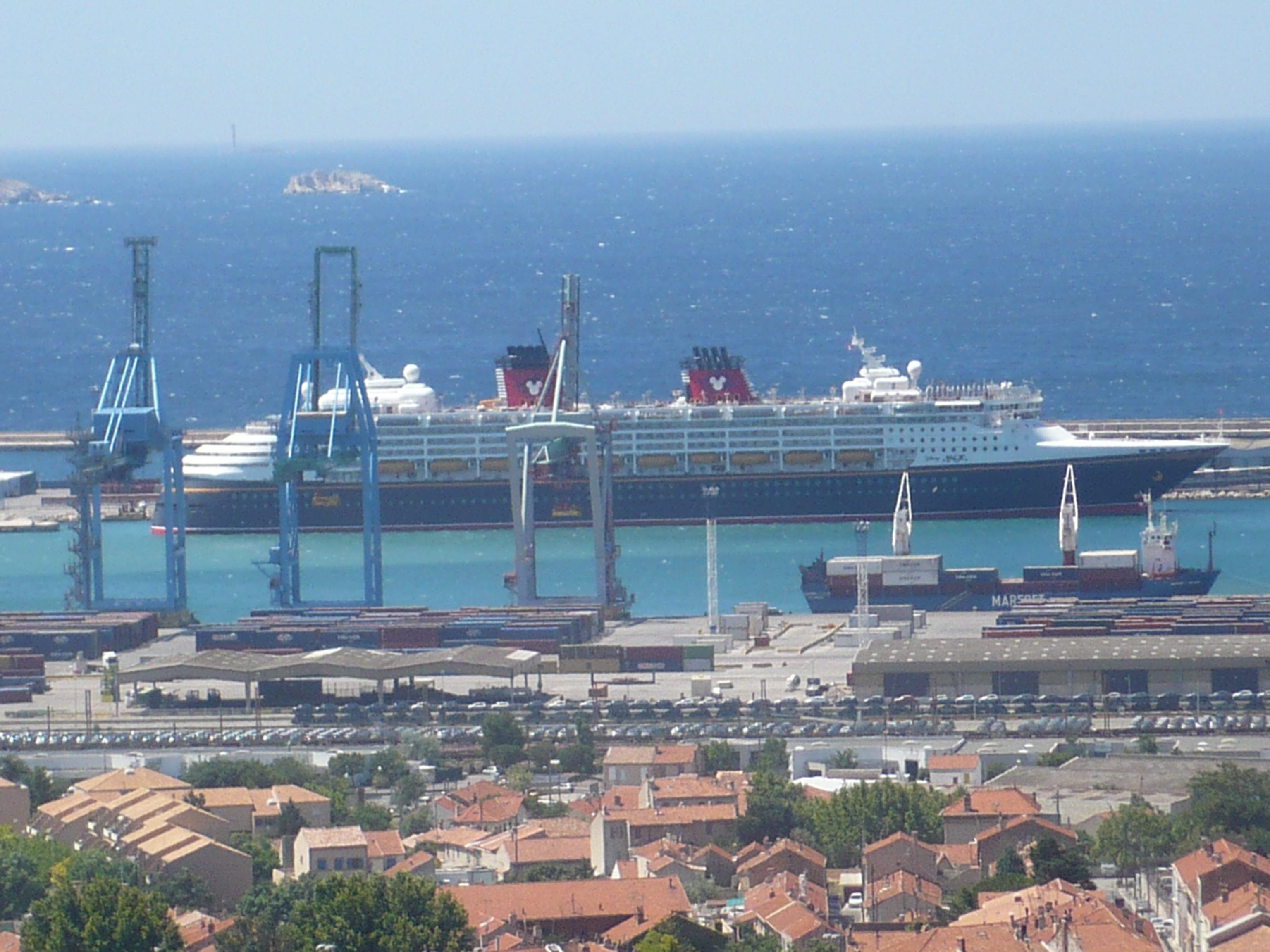
Le Disney Magic à Marseille

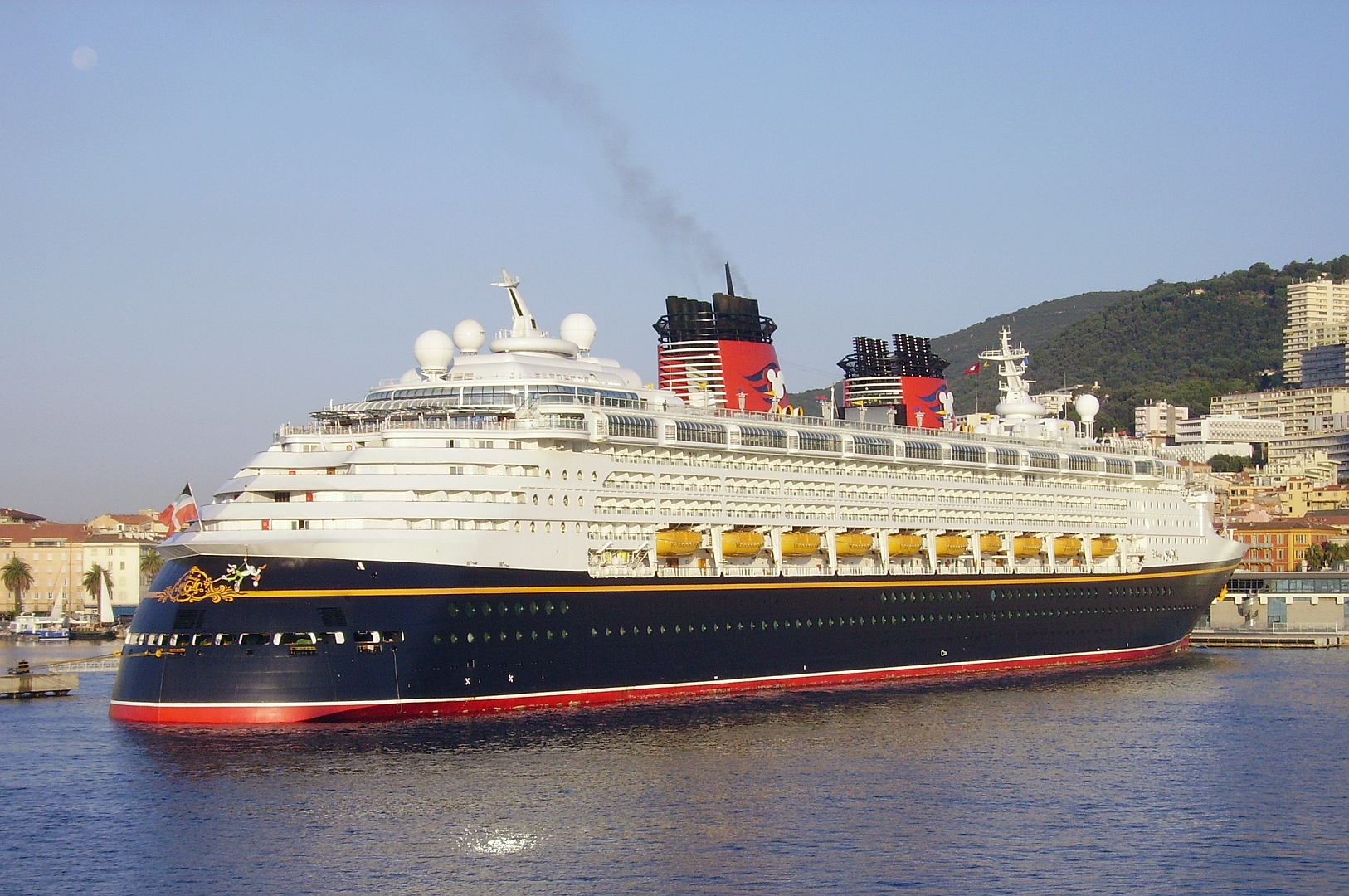
À Ajaccio le 17 juillet 2011.

En 2007 le Disney Magic offre plusieurs séries de croisières de 10 à 11 jours dans la Méditerranée (au départ de Barcelone). L'itinéraire commence par une journée de mer pour rejoindre Palerme puis remonte le côte italienne avec des escales à Naples, Olbia (Sardaigne), Civitavecchia (au niveau de Rome), La Spezia, suivie sur la côte française de Marseille et Villefranche-sur-Mer. Après une nouvelle journée de mer le bateau rejoindra Barcelone 

À cette occasion il y a une croisière transatlantique aller de 14 jours de Port Canaveral jusqu'à Barcelone qui sera suivie quelques semaines plus tard par la croisière retour. Ces croisières doivent être de nouveau organisées durant l'été 2009.
En 2008, le Disney Magic a proposé un itinéraire dans le Pacifique à partir de Los Angeles pour les ports de Cabo San Lucas, Mazatlán et Puerto Vallarta. 12 croisières sont prévues entre le 25 mai et le 10 août.
En 2010, le Disney Magic effectue un retour en Europe pendant tout l'été avec de nouvelles croisières en Méditerranée et pour la première fois dans l'Atlantique Nord avec des escales inédites comme Copenhague, Stockholm, Helsinki, Tallinn et Saint-Pétersbourg. Une escale à Cherbourg, est prévue le 31 juillet 2010.
À nouveau, à l'été 2013 et 2014 des croisières sont organisées en Méditerranée pour 4,7 ou 12 jours le long des côtes de France, d'Espagne et d'Italie.
À l'automne 2018, le Disney Magic effectue une première croisière sur le St-Laurent et jette notamment l'ancre pour la toute première fois à Québec entre les 26 et 28 septembre.

## Informations techniques
- Nombre de ponts passagers : 11
- Nombre de cabines : 875
- Cabines intérieures : 252
- Cabines extérieures : 625
- Nombre de restaurants : 4
- Nombre de piscines : 3
- Nombre d'ascenseurs : 12
- Nombre de bateaux de survie : 20
- Voltage à bord : 110 V
- Nombre de téléphones à bord : 1 850
- Restaurant non fumeur : oui
- Bateau non fumeur : non
- La proue possède un blason avec Mickey dans Steamboat Willie.
- La poupe possède une statue de Dingo (Goofy) sur un échafaudage en train de peindre.
- L'intérieur du Disney Magic est inspiré par le mouvement art déco, caractérisé par des formes effilées, des lines forms, des lignes droites bien marquées et une légère présence de technologie moderne.
- La statue dans le lobby, baptisée Helmsman Mickey, représente un Mickey Mouse en habit de marin sous la pluie à la barre d'un bateau.
- La seconde cheminée, située à l'avant est factice et ne sert qu'à l'esthétique générale du bateau afin de le faire ressembler aux anciens transatlantiques.
- Le bateau comporte aussi deux ponts pour l'équipage nommé A et B qui sont situés sous le premier pont des passagers.
- Le prix estimé du bateau est de 350 000 000 $.

## À bord
(Les deux bateaux Disney Wonder et Disney Magic étant quasiment identiques, leurs descriptions en sont donc très semblables. Voir à bord du « Disney Wonder».)
Le bateau peut se découper en quatre sections séparées par les trois cages d'ascenseurs :
la proue, l'ascenseur avant, une section avant, l'ascenseur central (midship), l'ascenseur arrière, la poupe.
Nous parlerons ici d'ascenseur mais le bateau en possède quatre pour chaque cage d'ascenseurs. De plus chaque cage d'ascenseurs est doublée d'autant de cages d'escalier. Nous découperons la suite de l'article par pont. La table ci-dessous indique les principaux aménagements disponibles.
| Restaurants | Snacks et cafés | Boutiques                                                                     |
| - Lumière's - Parrot Cay - Promenade Lounge - Animator's Palate - Topsider Buffet - Pinocchio's Pizzeria - Palo                                   | - Préludes - Scoops - Pluto's Dog House Snack Bar - Cove Cafe - Signals - Outlook                                                                                                 | - Up Beat - Mickey's Mates - Treasure Ketch                                   |
| Activités | Activités | Autres                                                                        |
| - Walt Disney Theatre - Buena Vista Theatre - Beat Street avec - Rockin' Bar D - Diversions - Sessions - Studio Sea - Quarter Masters - The Stack | - Disney's Oceaneer Club - Disney's Oceaneer Lab - Flounder's Reef Nursery - Piscines - Mickey's Pool - Goofy's Pool - Quiet Cove Pool - Wide World of Sports Deck - Shuffleboard | Entrée principale: Lobby Atrium Accès aux bateaux d'excursions : Tender Lobby |

### Pont 1
À ce niveau se trouve le centre médical du bateau (situé à l'avant) et les accès aux portes de débarquement par les tenders boats d'où le nom de Tender Lobby donné aux espaces autour des ascenseurs avant et arrière.
Quelques cabines pour les passagers se trouvent ici mais ce sont surtout des cabines pour l'équipage haut gradé.

### Pont 2
Ce pont est réservé aux cabines des passagers. Des espaces de réunion existent sur le bateau au niveau de l'ascenseur central.

### Pont 3
Ce pont comprend les restaurants et une zone de divertissements nocturne, située à l'avant du bateau.
Il accueille surtout l'atrium principal du bateau appelé Lobby Atrium au niveau des ascenseurs midship. Il occupe trois ponts au milieu du bateau. Deux balcons le surplombent aux ponts supérieurs. Deux escaliers se rejoignent au niveau du balcon au pont 4, derrière la statue de Mickey. Les magnifiques cages d'ascenseurs en verre et fer forgé sont l'œuvre de Dave Chilhuly, un verrier.
Dans l'atrium côté proue, deux comptoirs permettent aux visiteurs de faire les démarches qu'ils souhaitent.
- Le Guest Services Desk à gauche (bâbord) est le comptoir principal dont le service du téléphone
- Le Shore Excursion Desk à droite (tribord) est le comptoir pour les activités à l'extérieur du bateau.

Lumière's est le grand restaurant du bateau. L'entrée est située sous le balcon de l'atrium. Le nom vient du personnage chandelier-maître d'hôtel de La Belle et la Bête. Ainsi le décor et le menu sont inspirés des restaurants français et des paquebots des années 1920-1930. Le style art déco utilise ici un motif de rose emprunté au dessin animé.
Beat Street regroupe autour d'une fausse rue le long des ascenseurs avant, plusieurs éléments de la vie nocturne. Un couloir partant d'entre les ascenseurs midship de l'atrium et contournant la discothèque par bâbord permet de rejoindre la zone :
- Rockin' Bar D est une discothèque-café concert en arc de cercle autour d'une scène avec une piste de danse devant. Le bar est à tribord à côté de l'entrée. Elle propose des tubes du moment ou des spectacles de cabaret.
- Situé à bâbord Sessions est un bar rappelant les années 1930 avec des sofas, des juke-boxes et certains soirs des prestations au piano.
- Diversions est un pub sur le sport avec des écrans plasma diffusant ESPN.

Il remplace la discothèque Off Beat et propose un « service » comparable au défunt ESPN Sky Box qui était situé au pont 11.
- Up Beat est une boutique située à l'entrée de la discothèque qui propose des cigares, des alcools et des confiseries.

Un couloir longe à bâbord le restaurant Lumière's. Après un escalier supplémentaire menant au pont 4, le café Promenade Lounge permet de se détendre et de se rafraîchir. Un espace a été aménagé dans le fond du café pour devenir un Internet Cafe. Juste après se trouvent les ascenseurs arrières.
Le couloir bâbord se prolonge jusqu'au restaurant Parrot Cay qui occupe une partie de la poupe. C'est un buffet qui propose des spécialités des Antilles dans un décor très coloré.
Pour ceux qui en auraient besoin des toilettes se trouvent à gauche des ascenseurs avant (dans Beat Street) et arrière. Et pour information la scène et la partie inférieure des fauteuils du Walt Disney Theatre du pont 4 occupent une partie de la proue derrière les murs de Diversions et Sessions.

### Pont 4
C'est un autre pont destiné aux loisirs et à la restauration.
La majeure partie de la poupe est occupée par le Walt Disney Theatre (ainsi que le pont 3 et le pont 5). C'est une salle de spectacle de 1 022 places, dont 975 permanentes, pour des productions Disney de type Broadway (comédies musicales). L'intérieur du théâtre est très raffiné avec des boiseries, des fauteuils en bois et tissus aux motifs art déco.

Aux deux entrées du théâtre, à bâbord et tribord, des toilettes proposent leurs « services » aux visiteurs.
Sous les escaliers menant au Walt Disney Theatre, la boutique Préludes propose des en-cas pour les spectateurs.
Deux boutiques occupent l'espace séparant le Walt Disney Theatre de l'étage de l'atrium.
- À bâbord, Mickey's Mates est une boutique Disney dans un décor de galion. Des peluches, vêtements et accessoires Disney Cruise Line feront le bonheur des acheteurs en quête d'idée de cadeaux.
- À tribord, Treasure Ketch est une boutique détaxée d'objets de luxe (montres, pierres précieuses et bijoux ainsi que des articles Disney de collections. Toutefois des vêtements de bain ou de style tropical sont aussi disponibles.

Le balcon de l'atrium s'ouvre sur le pont 3, accessible par deux escaliers, avec une vue sur les magnifiques cages d'ascenseurs en verre et fer forgé.
La coursive bâbord accueille une piste de shuffleboard pour jouer au Horse Collar ou Crazy Eight, des jeux de palets sur le pont en bois avec une vue sur l'océan, comme dans les années 1920.
Derrière les escaliers, le Studio Sea est un café-karaoké où il est aussi possible de faire des jeux de type télévisés. Le décor comprend même une porte pour les « invités ». Il se situe juste au-dessus du Lumière's.
À la poupe, le restaurant Animator's Palate propose dans un décor de dessin animé des plats « magiques » aux formes des personnages Disney ou inspirés par eux. Les piliers au centre de la pièce ont la forme de pinceau. Il se situe juste au-dessus du Parrot Cay.
La coursive du bateau propose une piste de jogging/course de 560 m autour du bateau.

### Pont 5
Deux zones de cabines existent sur ce pont, l'une à la poupe, l'autre à la proue.
Situé dans la section arrière, le Buena Vista Theatre est une salle de cinéma de 270 places pour les dernières productions Disney-Buena Vista (et filiales) ou les dessins animés classiques.
L'intérêt de ce pont tient surtout dans les deux parties du Disney's Oceaneer situées de part et d'autre du dernier niveau de l'atrium.
- Disney's Oceaneer Club est une zone de jeux pour les enfants de 3 à 7 ans, thématisée comme le pont d'un bateau pirate, celui du capitaine Crochet. Des spectacles peuvent même être donnés ici.
  - Au fond de cette zone une crèche, Flounder's Reef Nursery propose ses services.
- Disney's Oceaneer Lab est une zone de jeux pour les enfants de 8 à 12 ans, thématisée comme un mélange entre une cuisine et un laboratoire.

### Pont 6
Le pont 6 est entièrement destiné aux cabines des passagers.

### Pont 7
Le pont 7 est entièrement destiné aux cabines des passagers.

### Pont 8
Le pont 8 est entièrement destiné aux cabines des passagers. Mais c'est aussi le pont où est situé la passerelle.

La totalité des cabines sont situées sur le pourtour du bateau et possèdent une véranda privative. De nombreuses sont des suites.
À la poupe on trouve deux suites, la Roy Disney Suite et la Walt Disney Suite, qui sont le summum du luxe à bord.

La petite, la Roy Disney dispose de 115 m2, une véranda de 10 m de large, un large salon avec toute la technologie (et des canapés), une salle à manger, une bibliothèque, deux chambres et deux baignoires massives avec un spa dans chaque.

La Walt Disney Suite est décorée de photos de famille de Walt Disney (un an d'attente minimum pour la réserver).
Au milieu du bateau, les deux Royal Suite with Verandah proposent plus de 100 m2 d'espace, pour 7 personnes (maximum). Une bibliothèque, un dressing et une salle à manger permettent d'être « comme chez soi », le luxe et la vue en plus.
Ensuite vers la proue, deux Two-Bedroom Suite with verandah proposent 94,5 m2, elle aussi, pour 7 personnes (maximum).
Pour finir quatorze One-Bedroom Suite with Verandah proposent sur ce pont des chambres de 61,4 m2 (pour 4 à 5 personnes).

### Pont 9
Ce pont est en grande partie destiné aux sports et loisirs. Il dispose de trois piscines entourées d'un grand nombre de chaises longues et de plusieurs lieux de restaurations.  En dessous de 23 °C, les piscines sont chauffées.
À la poupe, le restaurant Topsider Buffet permet de manger à un buffet, soit sur la terrasse du pont arrière, soit dans le bateau mais en conservant la vue sur l'océan. Tous les repas peuvent y être pris.
Situé à tribord, juste à côté de la sortie des ascenseurs arrières (à bâbord ce sont des toilettes), le café Scoops permet de prendre de boissons fraîches ou des fruits mais surtout des glaces à déguster près des piscines.
- Mickey's Pool est une piscine pour les enfants qui adopte la forme de la célèbre souris. Profonde au maximum de 60 cm, elle possède sur le côté bâbord un toboggan partant du pont 10. Il est toutefois réservé aux jeunes de 4 à 14 ans.

Situé sous le départ du toboggan dans la cheminée arrière, le snack Pluto's Dog House Snack Bar permet de manger des tacos, des hamburgers, du poulet… tout en restant à proximité de la piscine.

De l'autre côté la Pinocchio's Pizzeria est surtout une pizzeria à emporter dont les spécialités italiennes sont prêtes à être dégustées le long des piscines.
- Goofy's Pool, située entre les deux cheminées, est la piscine des adolescents et de la famille. Elle est plus profonde et permet un peu de natation.

Juste au bord de cette piscine, un espace permet les Deck Parties, ces fêtes réunissant les passagers du bord. Des tables de ping-pong sont aussi disponibles à proximité.
Plusieurs espaces sont installés dans la cheminée avant (totalement fausse).
- Cove Cafe, à bâbord, est un bar réservé aux adultes (+ de 18 ans) avec un billard et même des connexions à Internet.
- Quarter Masters, à tribord, est une salle de jeux vidéo et de palets.
- Situé entre les deux le bar de piscine Signals offre des boissons alcoolisées devant la Quiet Cove Pool.
- Quiet Cove pool est une piscine réservée aux adultes.

Situé au-dessus de la passerelle de commandement, un point d'observation baptisé Overlook permet d'admirer l'océan. Il est toutefois situé à plus de 23 m.
Juste derrière se trouve le complexe Vista & Spa Salon qui dispose de nombreux services d'esthétiques et de relaxations.

### Pont 10
Le pont 10 surplombe les trois piscines (du pont 9).
À la poupe, le restaurant Palo permet aux adultes de profiter de repas italiens, d'un confort en tout point supérieur au Topsider Buffet, située juste au-dessous.
Le départ du toboggan de la Mickey's Pool se situe au pied de la cheminée arrière.
La cheminée avant permet de rejoindre le pont 11. Mais le snack Outlook'permet aussi de manger des paninis en profitant de la vue.
Située au-dessus du spa, le Wide World of Sports Deck est un double terrain de sports pour pratiquer le handball, le basket-ball ou le softball. Le terrain est entouré d'un grillage pour éviter de perdre les balles. La surface y est modulable.

### Pont 11
Ce pont est uniquement un espace de la fausse cheminée avant, transformé en « refuge » pour les adolescents. Baptisé The Stack il reconstitue un espace de type cantine ou classe avec télévision et autres accessoires pour que les jeunes puissent s'amuser et même danser.
Il remplace depuis 2004 l'ancien ESPN Skybox qui était réservé aux adultes fans de sports.